# Bessamorel
Bessamorel là một xã thuộc tỉnh Haute-Loire nam trung bộ nước Pháp. Xã Bessamorel nằm ở khu vực có độ cao trung bình 930 mét trên mực nước biển.